# Сакстонс Ривер (Вермонт)
Сакстонс Ривер (енгл. Saxtons River) град је у америчкој савезној држави Вермонт.

## Демографија
По попису из 2010. године број становника је 565, што је 46 (8,9%) становника више него 2000. године.
| Група             | 2000.       | 2010.       |
| Белци             | 505 (97,3%) | 525 (92,9%) |
| Афроамериканци    | 0 (0,0%)    | 2 (0,4%)    |
| Азијати           | 3 (0,6%)    | 9 (1,6%)    |
| Хиспаноамериканци | 7 (1,3%)    | 14 (2,5%)   |
| Укупно            | 519         | 565         |